# Аеродром Росуље
Аеродром Росуље (: , : ) јесте аеродром који се налази 2 km јужно од града Крушевца у Србији. Основан 1995, отворен је за авио-саобраћај од јуна 2022. године, после две године изградње.

## Историја и опис аеродрома
Године 2020, потписивањем уговора у Влади Републике Србије, власништво над аеродромима Поникве и Росуље пренето је с локалних самоуправа Ужица и Крушевца на предузеће „Аеродроми Србије”. Влада Србије је за изградњу аеродрома издвојила око 342 милиона динара.
Аеродром се простире на површини од 40 хектара и, уз аеродромску зграду и хангар, поседује рулну стазу и полетно-слетну стазу дужине 820 метара. Аеродром Росуље је уједно и први спортски аеродром у оквиру „Аеродрома Србије”. Намењен је за мале авионе као и за спортску и пословну авијацију.
У тренутку отварања аеродрома, он је искључиво намењен за унутрашњи саобраћај, а у плану је да се оспособи у будућности и за регионални и међународни саобраћај. Тренутно аеродромом могу да се служе летелице с распоном крила до 24 m, као што су спортски и мањи авиони попут пајпера, цесне, мањег лир џета, ласте и сличних летелица које имају до десет седишта.

## Географски услови
Аеродром се налази на 5,5 километара од центра Крушевца, на висоравни Јасиковица. На њој је магла присутна само пет дана у години, тачније у јануару, што доприноси безбедности и сигурности приликом одвијања ваздушног саобраћаја.